# Tylko nie mów nikomu
Pour plus de détails, voir Fiche technique et Distribution.
Tylko nie mów nikomu (Surtout ne le dis à personne) est un film documentaire polonais réalisé par Tomasz Sekielski en 2019, sur les abus sexuels sur mineurs dans l'Église catholique en Pologne.

## Synopsis
Ce documentaire a la particularité « de confronter directement des victimes de prêtres pédophiles, en caméra cachée, avec leurs agresseurs ». Il « met en cause la hiérarchie épiscopale dans la faiblesse — voire l’absence — des sanctions dans les cas de pédophilie », dénonçant l'hypocrisie de l'église polonaise et l'impunité des prêtres agresseurs.
Le film présente des allégations de violences sexuelles pédophiles commises par des membres du clergé polonais, certaines connues depuis des décennies et d'autres nouvelles. Ainsi, il rend pour la première fois publiques des accusations contre le confesseur de Lech Wałęsa, et contre le prêtre qui a initié la construction de la Basilique Notre-Dame de Licheń.

## Production et audiences
Le film est produit par le journaliste Tomasz Sekielski et son frère Marek Sekielski, qui le financent avec l'aide de la plate-forme de financement participatif sur internet Patronite. Le film est mis en ligne sur le site d'hébergement de vidéos YouTube le 11 mai 2019. Cinq heures après sa mise en ligne, il a été vu plus d'un million de fois, ce qui est un record pour YouTube en Pologne. Après 55 heures, le nombre de visionnage dépassait dix millions,.

## Réactions
Les responsables de l'église polonaises se sont exprimés après la sortie du film sur internet. Le primat de Pologne, Wojciech Polak a déclaré dès le 11 mai : « Je suis profondément ému par ce que j’ai vu dans le film de Tomasz Sekielski. Je demande pardon pour toutes les blessures infligées par les hommes de l’Eglise, ». Le président de la conférence épiscopale polonaise Stanisław Gądecki a dit « son émotion et sa tristesse ».
L'archevêque Sławoj Leszek Głódź, soupçonné d'être impliqué dans la non-dénonciation de prêtres pédophiles, a déclaré qu'il n'avait pas regardé le documentaire. Le prêtre conservateur Tadeusz Rydzyk, souvent accusé d'antisémitisme, a parlé d'une « lutte contre l'Église, qui vise sa destruction », déclarant notamment : « le drame des victimes a été transformé en « industrie de la pédophilie », qui est une étape du combat contre l'Église. […] Nous avions déjà un club de l'antisémitisme, du nazisme, du fascisme, maintenant ils ont sorti un club de la pédophilie. Derrière tout ça il y a de la haine ».
Le diocèse de Kielce a déclaré qu'il allait lancer des sanctions contre un prêtre accusé d'attouchements sur une petite fille, et le procureur général public national a annoncé l'ouverture d'une enquête.